# Leaf by Niggle
"Leaf by Niggle" és una història breu escrita per J. R. R. Tolkien entre 1938 i 1939, publicada per primera vegada per la Dublin Review el gener de 1945. Es pot trobar, principalment, en el llibre de Tolkien titulat Tree and Leaf, així com en altres obres (incloses les col·leccions The Tolkien Reader, Poems & Stories, A Tolkien Miscellany i Tales from the Perilous Realm). El més destacat d'aquesta obra és que, aquest llibre, consistent en un assaig acadèmic titulat "On Fairy-Stories" i la història "Leaf by Niggle", ofereix una filosofia subjacent (creació i subcreació) de la majoria de la literatura fantàstica de Tolkien.
"Leaf by Niggle", sovint, es considera una al·legoria del propi procés creatiu de Tolkien i, fins a un cert punt, de la seva mateixa vida.